# Akratitos Ano Liosia
Akratitos Ano Liosia (Grieks: Α.Π.Ο Ακράτητος Άνω Λιοσίων) is een Griekse voetbalclub uit Ano Liosia in Attika.
Na een tweede plaats in de tweede klasse in 2000/01 promoveerde de club voor het eerst naar de hoogste klasse. Na drie seizoenen degradeerde de club. Akratitos promoveerde wel meteen terug maar werd in 2005/06 laatste. De club had de minste toeschouwers van de competitie, slechts enkele honderden. Tegen Egaleo FC kwamen er slechts 16 mensen opdagen. Door problemen degradeerde de club naar de vierde klasse.

## Akratitos in Europa
#R = #ronde, T/U = Thuis/Uit, W = Wedstrijd, PUC = punten UEFA coëfficiënten .
Uitslagen vanuit gezichtspunt Akratitos 
| Seizoen | Competitie    | Ronde | Land             | Club                | Totaalscore | 1e W    | 2e W    | PUC |
| ------- | ------------- | ----- | ---------------- | ------------------- | ----------- | ------- | ------- | --- |
| 2003    | Intertoto Cup | 3R    | Vlag van Finland | AC Allianssi Vantaa | 0-1         | 0-1 (T) | 0-0 (U) | 0.0 |

## Ex-spelers
- Dimitris Papadopoulos
- Juan José Borrelli
- Bogdan Stelea
- Paolo Vanoli
- Sven Vandenbroeck
- Froylan Ledezma